# A Winter's Tale
«A Winter's Tale» (укр. «Зимова казка») — пісня британського рок-гурту «Queen» з альбому «Made in Heaven», що вийшов 1995 року після смерті Фредді Мерк'юрі. Пісня записана вже після закінчення сесій альбому «Innuendo». Це остання композиція, яку написав вже важко хворий Мерк'юрі. Він склав цю пісню, коли дивився у вікно в студії гурту в місті Монтре (Швейцарія). Пісня має психоделічне, мрійливе відчуття, і описує те, що Мерк'юрі бачив за вікнами.

## Про пісню
Фредді Мерк'юрі написав текст та музику до пісні, виконав вокал і зіграв на клавішних (хоча трек був зарахований до спільної творчості «Queen»). У документальному фільмі «Queen: Champions of the World» 1995 року стверджується, що це був якщо не перший, то вкрай рідкісний випадок стилю роботи, невластивого Фредді: пісня була записана наживо в один дубль в студії. У фільмі було сказано, що Мерк'юрі завжди наполягав на тому, щоб музика була завершена до початку вокального аранжування, але визнавав, що у нього залишилося мало часу, і не було достатнього терміну, щоб працювати над нею інакше.
Пісня вийшла як другий сингл з альбому «Made in Heaven». У Великій Британії сингл також випускався як спеціальний компакт-диск з обмеженим тиражем у корпусі з зеленим папером, який нагадував різдвяне пакування.

## Музиканти
- Фредді Мерк'юрі — головний вокал, бек-вокал, клавішні
- Браян Мей — соло-гітара, клавішні, бек-вокал
- Роджер Тейлор — ударні, бек-вокал
- Джон Дікон — бас-гітара

## Відеокліп
Музичне відео до пісні є епітафією, зняте після смерті Фредді Мерк'юрі, оскільки були вказані тексти його пісень поряд із зображеннями та уривками кадрів минулих виступів співака.

## Чарти
| Чарти                       | Позиція |
| --------------------------- | ------- |
| Австралійський чарт синглів | 71      |
| Австрійський чарт синглів   | 23      |
| Німецький чарт синглів      | 62      |
| Ірландський чарт синглів    | 23      |
| Нідерландський чарт синглів | 25      |
| Швейцарський чарт синглів   | 28      |
| Британський чарт синглів    | 6       |